# Leucospis incarnata
Leucospis incarnata är en stekelart som beskrevs av John Obadiah Westwood 1839. Leucospis incarnata ingår i släktet Leucospis och familjen Leucospidae. Inga underarter finns listade i Catalogue of Life.